# Політика жорсткої економії в Румунії 1980-х
 У 1980-х роках президент Ніколае Чаушеску ввів у Румунії політику жорсткої економії. Це було зроблено для того, щоб виплатити всі зовнішні борги за кредитами, узятими державою в 1970-х роках. Розпочата в 1981 році, політика жорсткої економії призвела до стагнації економіки 1980-х років, ставши «своєрідною шоковою терапією», що спричинила зниження конкурентоспроможності румунської економіки і обсягів експорту .
Жорстка економія негативно позначилася на рівні життя румунів, збільшився дефіцит. Все це призвело в 1989 році до революції і втрати влади РКП.

## Витоки
У період від 1950 до 1975 року економіка Румунії зростала надзвичайно швидко, показники зростання були одні з найвищих у світі. Ніколае Чаушеску вважали в 1960-х і на початку 1970-х років одним з найбільш «поінформованих» східно-європейських глав держав. Завдяки своїй внутрішній політиці, він намагався в кінці 1960-х років отримати підтримку народу. Так, він збільшив заробітну плату, реформував пенсійну систему і вжив інших заходів.

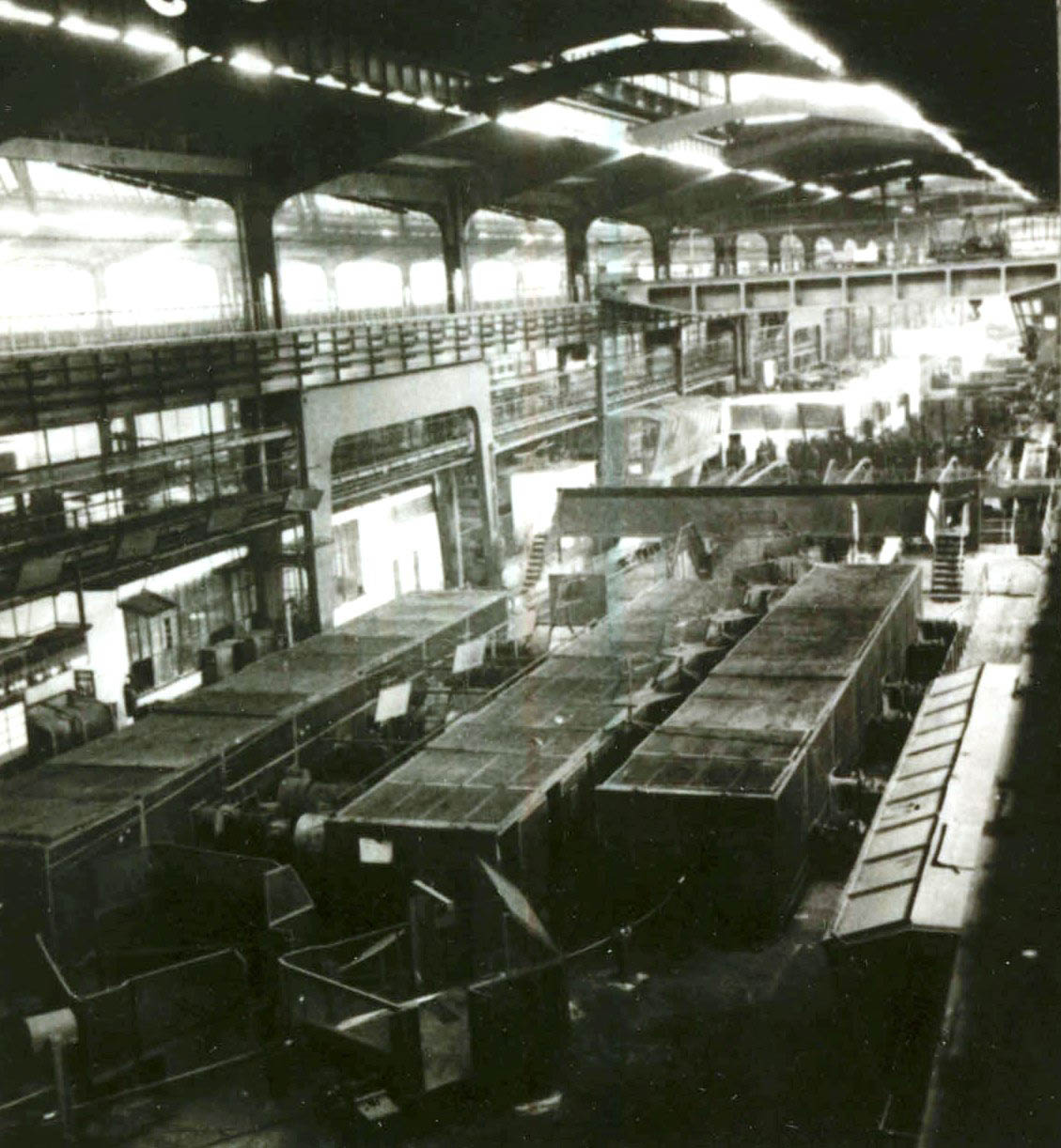
Хунедоарский металургійний комбінат в 1970 році.

Незважаючи на те, що економіка продовжувала зростати і в 1970-х роках, значна частина цього зростання була досягнута за рахунок інвестицій у важку промисловість (34,1 % від ВВП, в п'ятирічку з 1971—1975 рр.), а не за рахунок споживання. У деяких галузях, таких як нафтохімія і сталь, було створено виробничих потужностей більше, ніж був попит на них на місцевих і доступних зовнішніх ринках, внаслідок чого з'явились надлишкові потужності. В цілому, на економіку Румунії негативно впливало поєднання продуктивних і неефективних елементів, опора на матеріальні плани, а не на прибуток. Це призводило до фальсифікації статистичних даних і великих запасів непроданої продукції.
Румунська економіка мала орієнтацію на великі підприємства: 87 % всіх промислових робітників і 85 % промислового виробництва були зосереджені на підприємствах чисельністю понад 1000 співробітників. Це призводило до нестачі гнучкості економіки країни.

## Міжнародні кредити
На початку 1970-х років західні країни готові були фінансувати придбання Румунією нових технологій за допомогою кредитів, виданих з політичних міркувань. Як наслідок, борги Румунії західним кредиторам виросли з 1,2 млрд доларів (1971 рік) до рекордних 13 млрд доларів 1982 року. А енергетична криза 1970-х років, у поєднанні з підвищенням відсоткових ставок, зробили Румунію нездатною платити за боргами.
У 1981 році, щоб погасити свої борги належним чином, Румунія запросила у Міжнародного валютного фонду кредитну лінію і потім стала проводити курс з виплати всіх своїх боргів. Як рекомендували в МВФ, імпорт було скорочено, а експорт — збільшено. Ефект від скорочення імпорту в Румунії, що повністю раніше імпортувала продовольство з Заходу, однак, не був правильно оцінений зарубіжними аналітиками. Все це призвело до нестачі продовольства .
До 1986 року Чаушеску виплатив половину боргу Румунії, а на початку 1989 року — виплатив всі борги країни, з випередженням графіка оплати.
Проте, політика жорсткої економії тривала — навіть після виплати всіх боргів.

## Політика економії
Чаушеску почав свою програму жорсткої економії з непохитним плануванням і без централізованого реформування. Внутрішні енергетичні ресурси влада спрямувала на неефективну продукцію, призначену для експорту. Навіть предмети першої необхідності, такі як продукти харчування, опалення, електрика та медична допомога були унормовані. Інфраструктуру в результаті залишили розпадатися. За даними МВФ, у зв'язку з жорсткою економією, 1983 року падіння рівня життя румун склало від 19 % до 40 % .

### Інфляція і зниження реальних доходів населення

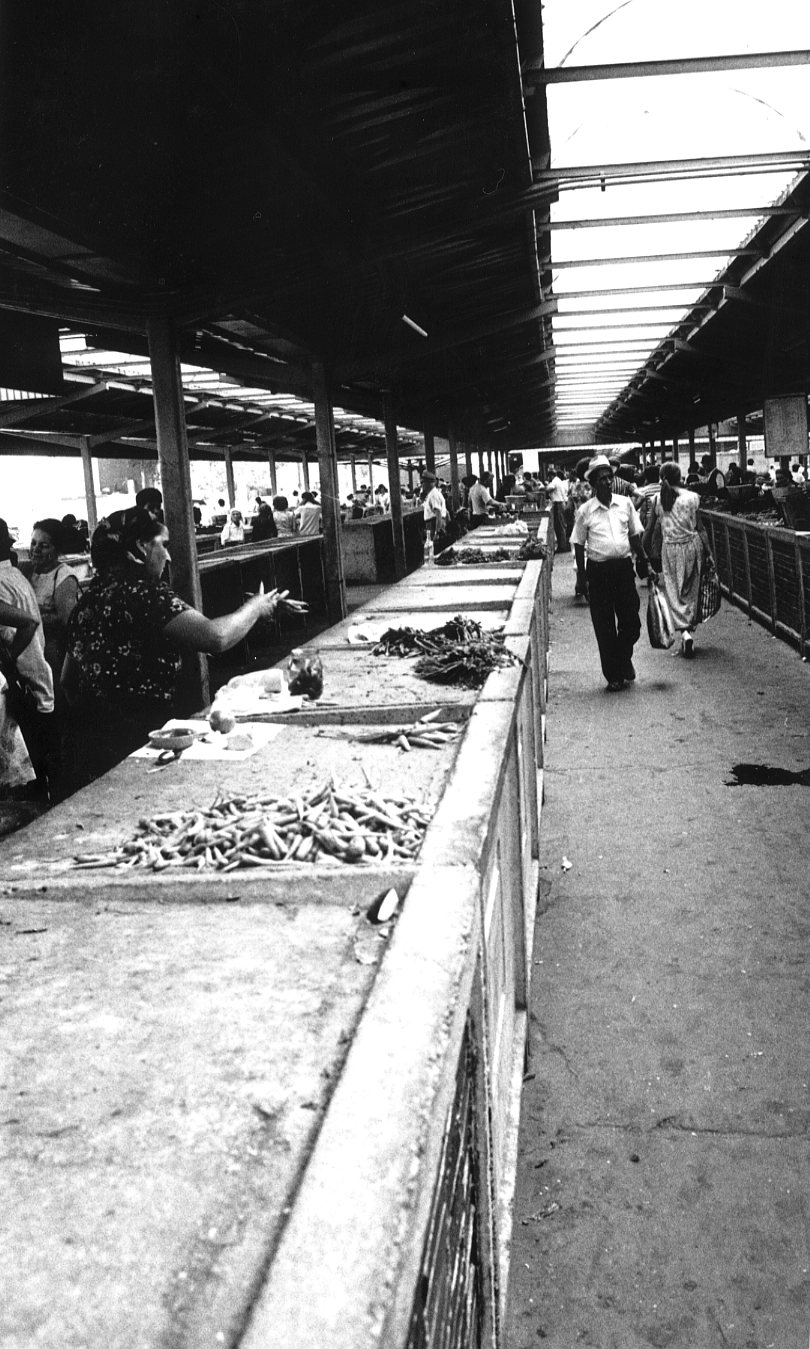
Продовольчий ринок у Бухаресті, 1987 рік.

Починаючи з 1978 року, уряд країни взяв курс на підвищення цін, які досі були стабільними. Під час першої хвилі зростання підвищилися ціни на їжу, послуги, громадський транспорт, одяг, деревину та вироби з неї. 1979 року друга хвиля підвищення цін торкнулася енергоносіїв. Було підвищено ціни на бензин, природний газ і електроенергію.
Протягом 1982 року ціни ще зросли. Спочатку планом передбачалося лише разове значне збільшення цін на основні продукти. Але врешті було прийнято рішення підвищувати ціни поступово і на всі продукти. У підсумку за один 1982 рік ціни зросли на 35 %. Поряд з обмеженням використання енергії, ціна на неї була збільшена: ціни на електрику зросли на 30 %, а на природний газ — на 150 %.
У жовтні 1982 року ЦК РКП схвалив закон про участь працівників у інвестиційних фондах державних компаній. Завдяки цьому документу, робітники отримали «право» (на практиці це було обов'язковим) інвестувати гроші — стали, теоретично, співвласниками компаній. Практично це означало зниження заробітної плати на ту частку, яка була віддана в інвестиційний фонд компанії. У грудні 1982 року було проведено ще одну реформу — системи зарплат. Суть її полягала в тому, що частина зарплати повинна була бути виплачена робітникам, тільки якщо компанія досягла своєї мети. Ця частина спочатку дорівнювала 24 %, а потім збільшилася до 27 %. Та мета часто вже не досягалася. Де-факто це означало знову зменшення заробітної плати.
Реальні доходи населення почали скорочуватися не тільки через інфляцію, а й через відсутність у відкритому продажі певних товарів. Разом з тим процвітав чорний ринок, недоступний більшості людей.

### Державні скорочення
За твердженням румунського історика Влада Георгеску, держава, схоже, відмовилося від своїх соціальних функцій, а «соціальні витрати» в 1980-х роках скоротилися. Так, згідно з даними, наданими в РЕВ, у період від 1980 до 1985 року скорочення торкнулися: витрат на житлову сферу (37 %), охорону здоров'я (17 %), а також на освіту, культуру і науку (53 %).
Скорочення на охорону здоров'я мало наслідком збільшення дитячої смертності (один з найвищих рівнів у Європі) і підвищення кількості хворих на СНІД. Хвороба передавалася в лікарнях через повторне використання голок для підшкірних ін'єкцій.

### Брак продовольства

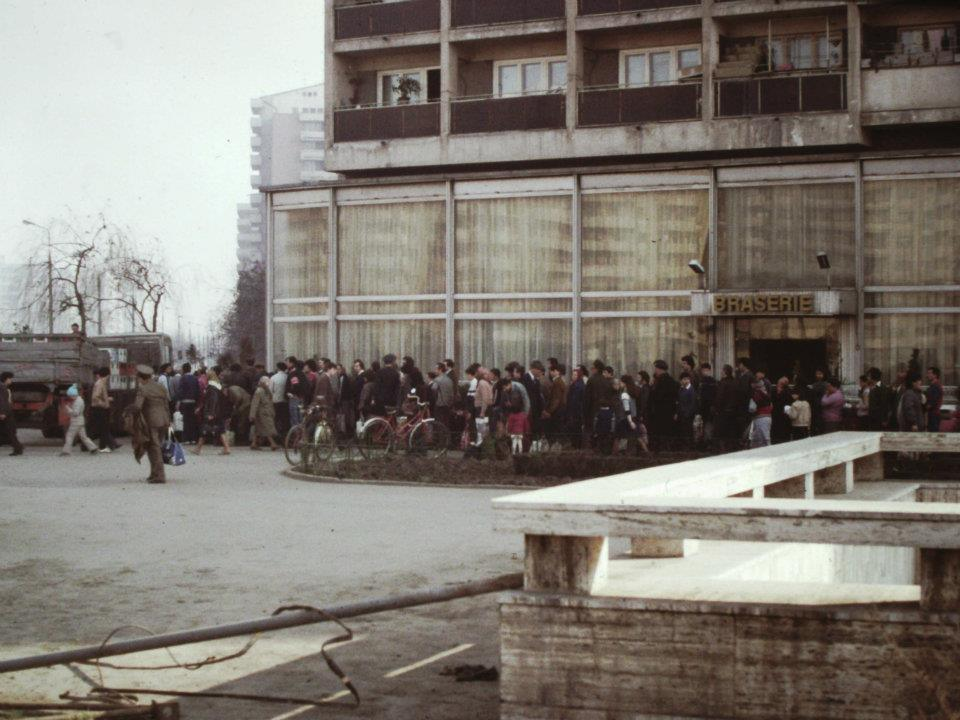
Черга за рослинною олією. Бухарест, 1986 рік.

Сільське господарство Румунії нехтувалося, оскільки уряд країни був зосереджений на її індустріалізації. Водночас більше 30 % робочої сили було зайнято в сільському господарстві, яке було вкрай неефективним. При цьому коштів у сільське господарство вкладалося мало і неефективно. У цьому секторі все ще не вистачало робочої сили. Намагаючись вирішити проблему, держава щорічно залучала мільйони школярів і студентів (2,5 млн. 1981 року, 2 млн. 1982 року) до збору врожаю або інших польових робіт.
Румунія почала відчувати хронічну нестачу продовольства. Незважаючи на всі спроби уряду вирішити проблеми, вони зберігалися протягом 1980-х років. Починаючи з 1983 року, колгоспи і одноосібники мали здавати продукцію державі (щось подібне в 1956 скасувалося). А продаючи свою продукцію на фермерських ринках вони повинні були дотримуватися строгих цінових стель, встановлених владою.
1981 року на основні продукти харчування було введено карткову систему. Картки ввели1 на хліб, молоко, рослинну олію, цукор і м'ясо. З ініціативи Чаушеску стартувала програма «Раціонального харчування», як «наукового плану» для обмеження споживання румунами калорій. Стверджувалося, що румуни їдять занадто багато. Чаушеску намагався зменшити споживання громадянами калорій на 9-15%, до щоденного показника в 2,8-3 кілокалорій. А в грудні 1983 року вийшла нова дієтична програма (на 1984 рік), яка встановлювала споживання навіть нижче від допустимого рівня.

### Споживання енергії

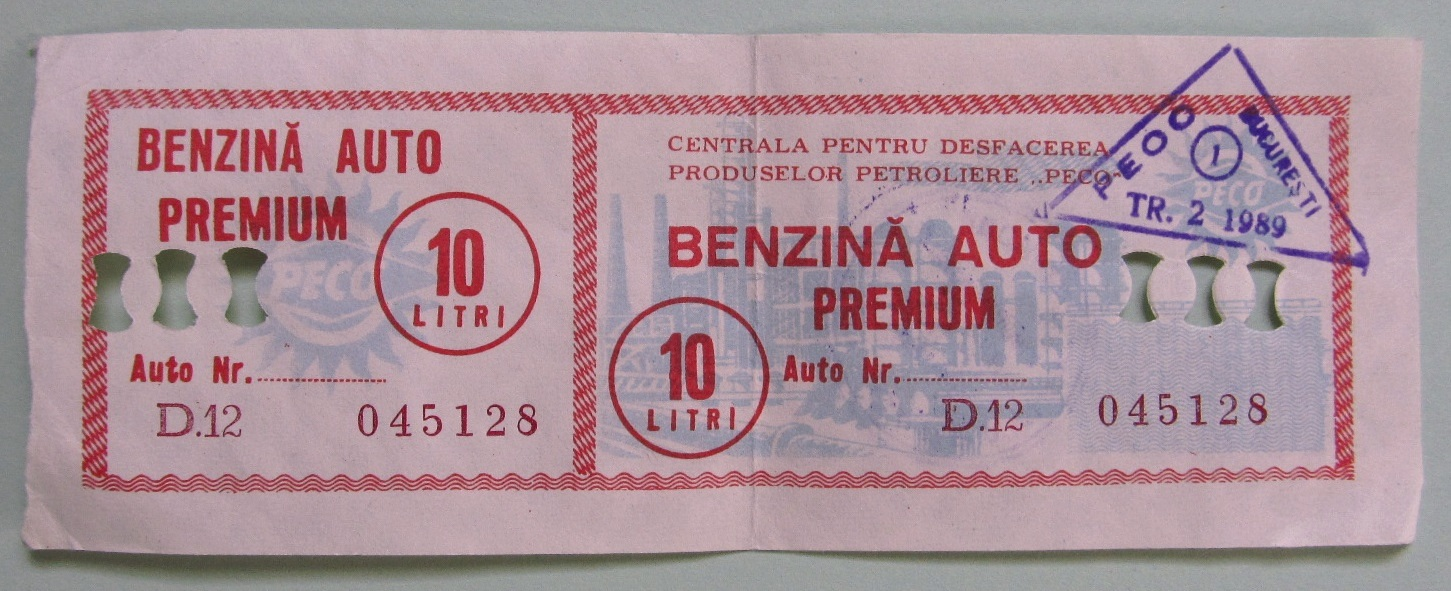
Бон на бензин часів Чаушеску.

Вироблення електроенергії і централізоване теплопостачання часто зупиняли з метою економії енергії, що призводило до нестерпної зими. У більшості квартир до одного дня в тиждень було зменшено споживання гарячої води. Несподівані відключення електроенергії торкнулися навіть лікарень, які повинні постійно функціювати. Наприклад, взимку 1983 року десятки новонароджених дітей, які перебували у відділеннях інтенсивної терапії, померли через відключення електроенергії в інкубаторах. Вуличне освітлення було часто вимкнене і, як правило, зведене до мінімуму.
Бензин був строго нормований. Приватним автовласникам дозволялося купувати до 30 літрів бензину на місяць. Регулярно вводилися заборони на приватне водіння. З метою економії палива ЗМІ навіть зверталися до селян, щоб замінити механічні роботи ручними і використовувати вози і коней замість вантажних автомобілів і тракторів.

## Революція 1989 року
Жорстка економія, а також політичні репресії стали основними причинами протестів і початку 1989 року революції. Економічна політика Чаушеску ізолювала його не тільки від народу, а й від партії (як видно з «Листа Шести», в березні 1989 року), а також від армії.